# 辰溪县
辰溪县，古称辰阳，位于中华人民共和国湖南省西部、怀化市北边、沅水中上游的县。县人民政府駐辰陽鎮。区域总面积为1,987.18平方公里。

## 概况
辰溪县位于湖南省西部、怀化市北边，地图坐标为东径109°54'-110°32'、北纬27°53'-28°13'，属国家武陵山集中连片特困地区开发县、全国小农水重点建设县和省革命老区县。辖域总面积1976.81平方公里，辖23个乡级行政区、294个村（社区），总人口53万余人（2021年）。县治辰阳镇。

## 地理
辰溪地处雪峰山脉和武陵山脉，罗子山主峰海拔1378.7米，为辰溪境内最高峰。全县共有大小河89条，流域在10平方公里以上的溪流达58条，主要河流沅水在境内流程99.7公里、辰水（沅水之酉水支流）流程33.7公里，兩河交会於县城，县境內有长田湾水库。
辰溪北临沅陵县，东界溆浦县，南与中方县、怀化市辖区鹤城区相连，西与麻阳苗族自治县、泸溪县为邻。
辰溪属中亚热带季风气候区，年均降雨量1400mm；年平均温度16℃，无霜期293天，日照时数1477时。

### 资源
辰溪已探明、开发中的金属矿和非金属矿有32种，包含煤炭、煤矸石、陶土、铝矾土、石灰石、磷矿石等。

## 交通
沪昆铁路、 354国道穿过县境，另有娄怀高速公路与S223、S308两条公路。

## 历史
今辰溪辖境于战国时期属楚国黔中地，屈原《楚辞•涉江》记载：“朝发枉渚兮，夕宿辰阳”，秦朝亦属黔中郡地。西汉高祖二年（前205年）置辰陵县，高祖五年（前202年）易名为辰阳县，隶义陵郡（见《舆地广记》），治铜山，即今潭湾镇之杉林、溪边二村。三国时辰阳县先属蜀汉，夷陵之战（222年）后归于孫吳，舞阳县从辰阳县析出。西晋武帝太康元年（280年），裁辰阳县并入镡成县。东晋安帝义熙六年（410年），裁镡成县并入舞阳县。南朝宋武帝永初元年（420年）复置辰阳县，辖地除贵州铜仁一地已划入牂柯郡外，餘皆不变。梁武帝天监十年（511年），改名建昌县，隶南阳郡。至陈宣帝，废建昌县，仍复名辰阳县，隶沅陵郡。隋文帝开皇九年（589年），辰阳县治迁于沅水北岸（即今县治），与辰阳之名不符，又适当辰水（又名辰溪）入沅水之口，故易县名为辰溪。同时废静人县并入辰溪县。废南阳郡置寿州，再改名充州。炀帝大业二年（606年）废州复郡。充州、辰州合并为沅陵郡，辖沅陵、辰溪、大乡、盐泉、龙标五县。唐高祖武德三年（620年）复改沅陵郡为辰州。辰溪析出原义陵县地置溆浦县；析出辰溪、沅陵两县之部分地置麻阳县；原静人县地亦析出归泸溪县管辖：武后垂拱三年（687年），复析出所属之今凤凰县地增置渭阳县，辰溪县域大大缩小。宋元明清时期，辰溪先后隶属于辰州泸溪郡、辰州路、辰州府。康熙二十八年（1689年）颁发县印时，改「溪」为「谿」。民国初沿袭清制，民国3年（1914年）辰溪隶属辰沅道。民国11年废道，辰溪直隶于湖南省。民国24年（1935年）设湘西绥靖处，辰溪属沅辰泸溆督察区。民国25年以后，先后隶第一、第三、第九行政督察区。现隶属怀化市。

## 政治

### 现任领导
| 机构     | 辰溪县人民政府 县长  | · 中国共产党 · 辰溪县委员会 · 书记 | 辰溪县人民代表大会 常务委员会 主任 | · 中国人民政治协商会议 · 辰溪县委员会 · 主席 |
| -------- | -------------------- | ---------------------------------- | ---------------------------------- | -------------------------------------------- |
| 姓名     | 唐旭峰               | 丁热平                             | 空缺                               | 刘恒敏                                       |
| 民族     | 汉族                 | 汉族                               |                                    | 汉族                                         |
| 出生地   | 湖南省新宁县         | 湖南省攸县                         |                                    |                                              |
| 出生日期 | 1976年3月（48—49歲） | 1973年10月（51歲）                 |                                    | 1974年10月（50歲）                           |
| 就任日期 | 2024年9月            | 2024年9月                          |                                    | 2022年12月                                   |

### 反腐败工作
2019年9月28日，辰溪县人民代表大会常务委员会原主任、党组原书记唐晓军涉嫌严重违纪违法，主动投案，配合怀化市纪委监委纪律审查和监察调查。
2024年5月14日，辰溪县人民政府原县长、中共辰溪县委书记谢建军涉嫌“严重违纪违法”，主动投案，接受湖南省纪委监委纪律审查和监察调查。

## 人口
2020年末，怀化市第七次全国人口普查公报显示：辰溪县常住人口为407578人，男性人口占比51.83%，女性人口占比48.17%，年龄结构中0-14岁占比21.15%，15-59岁占比56.02%，60岁以上占比22.82%，65岁以上占比17.38%。

## 民族和语言
辰溪县总人口中，汉族占88.8%，瑶族占9.1%，苗族、土家族等其他少数民族占2.1%。全县各民族通用湘语辰溆片，苗族使用苗语湘西方言。

## 文化
辰溪有全国历史文化名村“五宝田”和省级历史文化名村“龚家湾”，也有国家级非物质文化遗产“辰河高腔”和“茶山号子”，此外尚有“辰溪丝弦”、“辰溪渔鼓”、“双唢呐”、“掐龙船”等民俗和文化艺术。

## 行政区划
辰溪县下辖9个镇、9个乡、5个民族乡：
辰阳镇、孝坪镇、田湾镇、火马冲镇、黄溪口镇、潭湾镇、安坪镇、锦滨镇、修溪镇、船溪乡、长田湾乡、小龙门乡、后塘瑶族乡、苏木溪瑶族乡、罗子山瑶族乡、上蒲溪瑶族乡、仙人湾瑶族乡、龙头庵乡、大水田乡、桥头溪乡、龙泉岩乡、柿溪乡和谭家场乡。